# Cinquième circonscription de la préfecture de Niigata
La cinquième circonscription de la préfecture de Niigata (新潟県第5区, Niigata-ken dai-go-ku) est l'une des six circonscriptions législatives que compte la préfecture de Niigata au Japon.

## Description géographique
Entre 1994 et 2013, la cinquième circonscription de la préfecture de Niigata regroupait les villes de Nagaoka et Ojiya et les districts de Koshi (ja), Kitauonuma (ja) et Minamiuonuma.
Entre 2013 et 2022, elle comprenait les villes d'Ojiya, Uonuma et Minamiuonuma, une partie de Nagaoka et le district de Minamiuonuma.
Depuis 2022, elle réunit les villes de Tōkamachi, Itoigawa, Myōkō, Jōetsu, Uonuma et Minamiuonuma ainsi que les districts de Minamiuonuma et Nakauonuma,.

## Députés
| Législature | Début de mandat | Fin de mandat | Député élu            | Parti politique | Parti politique |
| ----------- | --------------- | ------------- | --------------------- | --------------- | --------------- |
| 41e         | 1996            | 2000          | Makiko Tanaka         |                 | PLD             |
| 42e         | 2000            | 2002          | Makiko Tanaka         |                 | PLD             |
| 42e         | 2002            | 2003          | Yukio Hoshino (ja)    |                 | SE              |
| 43e         | 2003            | 2005          | Makiko Tanaka         |                 | SE              |
| 44e         | 2005            | 2009          | Makiko Tanaka         |                 | SE              |
| 45e         | 2009            | 2012          | Makiko Tanaka         |                 | PDJ             |
| 46e         | 2012            | 2014          | Tadayoshi Nagashima   |                 | PLD             |
| 47e         | 2014            | 2017          | Tadayoshi Nagashima   |                 | PLD             |
| 48e         | 2017            | 2021          | Hirohiko Izumida (ja) |                 | PLD             |
| 49e         | 2021            | 2024          | Ryūichi Yoneyama      |                 | SE              |
| 50e         | 2024            | -             | Mamoru Umetani (ja)   |                 | PDC             |